# Hololena septata
Hololena septata là một loài nhện trong họ Agelenidae.
Loài này thuộc chi Hololena. Hololena septata được Ralph Vary Chamberlin & Wilton Ivie miêu tả năm 1942.